# Passo di Mamison

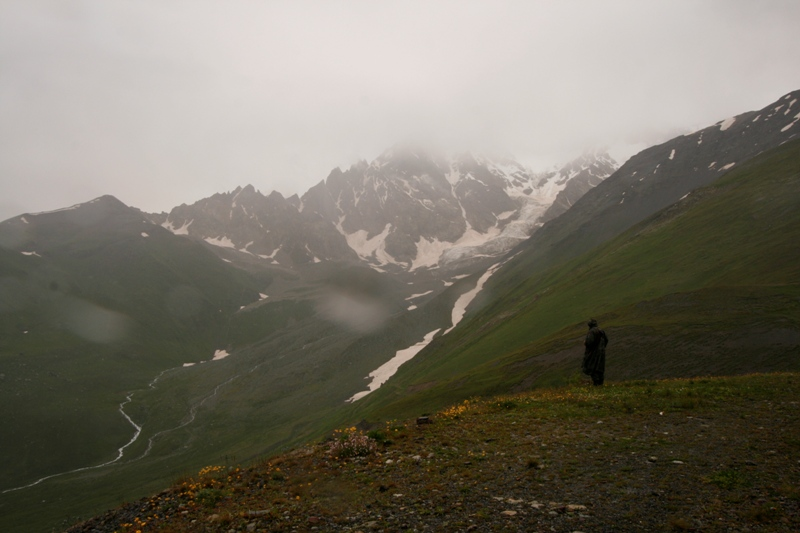
Passo di Mamison

Il Passo di Mamison è un valico di alta montagna nella cresta centrale del Grande Caucaso, al confine russo-georgiano. È attraversato dalla Strada militare dell'Ossezia del Nord, un'autostrada che collega Kutaisi (Georgia) con Alagir (Ossezia del Nord, Russia). La sua vetta raggiunge i 2.911 metri.